# Euphorbia platysperma
Euphorbia platysperma är en törelväxtart som beskrevs av Georg George Engelmann och Sereno Watson. Euphorbia platysperma ingår i släktet törlar, och familjen törelväxter. Inga underarter finns listade i Catalogue of Life.